# 卡利亚里
卡利亚里（義大利語：Cagliari，義大利語：[ˈkaʎʎari] ⓘ），是意大利撒丁岛的首府。
卡利亚里在萨丁尼亚语是称为Casteddu（照字面地是指「城堡」），位處薩丁尼亞島南部，屬海港都市。它大约有170,000人口，如包括城市边缘（大都市地区）则有大约300,000人口。

## 历史
由於地理環境上處於地中海中央的優勢，自古便成為各個勢力爭奪的焦點，其支配勢力亦經常改變：

### 古代历史
在Karalis（卡拿列斯）这个名字之下，古代的卡利亚里是腓尼基在萨丁尼亚的贸易网络中其中一个殖民地，其余包括苏施斯、罗拿和泰罗斯，而这些殖民地都是泰爾在公元前七世纪所建立。卡利亚里之后首先改由迦太基统治，之后在公元前238年当罗马人打败迦太基人时则再转由罗马统治。 

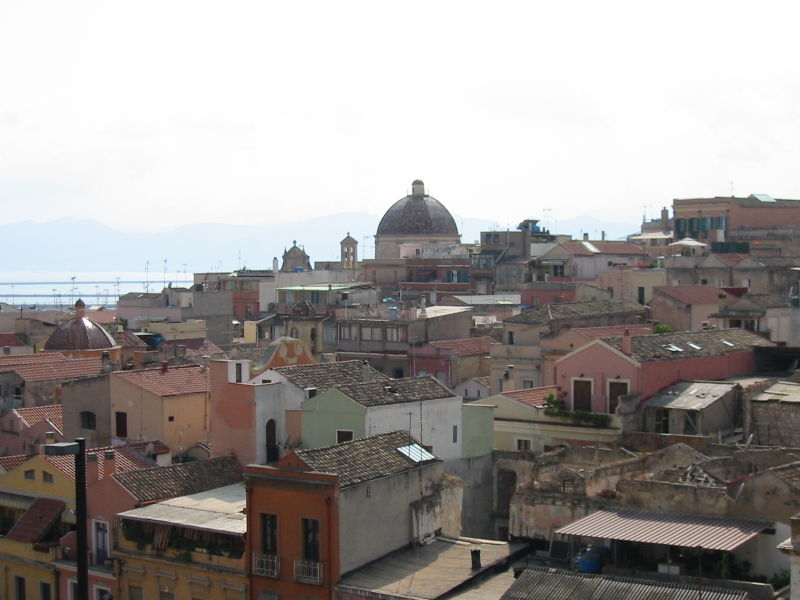
卡利亚里全景

随着卡利亚里依次被汪达尔人及拜占庭帝国统治之后，成为了一个独立王国的首都，由国王「giudice」或「judike」（绝对审判者）统治。虽然如此，有迹象显示这段独立的时期里，卡利亚里正因太容易被海上摩尔人海盗的攻击而逐渐被遗弃。当时应该有很多人离开卡利亚里并于邻近卡利亚里西部的沼泽地地区建立一个新城镇，而该镇也远离海洋。卡拿列斯王国包括简皮丹奴平原的一大片地区、素切斯地区及奥格利亚斯切华（Ogliastra）山区的矿物资源。除了卡拿列斯王国之外，萨丁尼亚还有其余三个独立自主的「王国」（萨丁尼亚语giudicati）：西北的托雷斯王国，东北的加卢亚王国，及最著名和存在年期最长的阿波利亚王国，以奥斯他奴（萨丁尼亚语Aristanis）为首都。

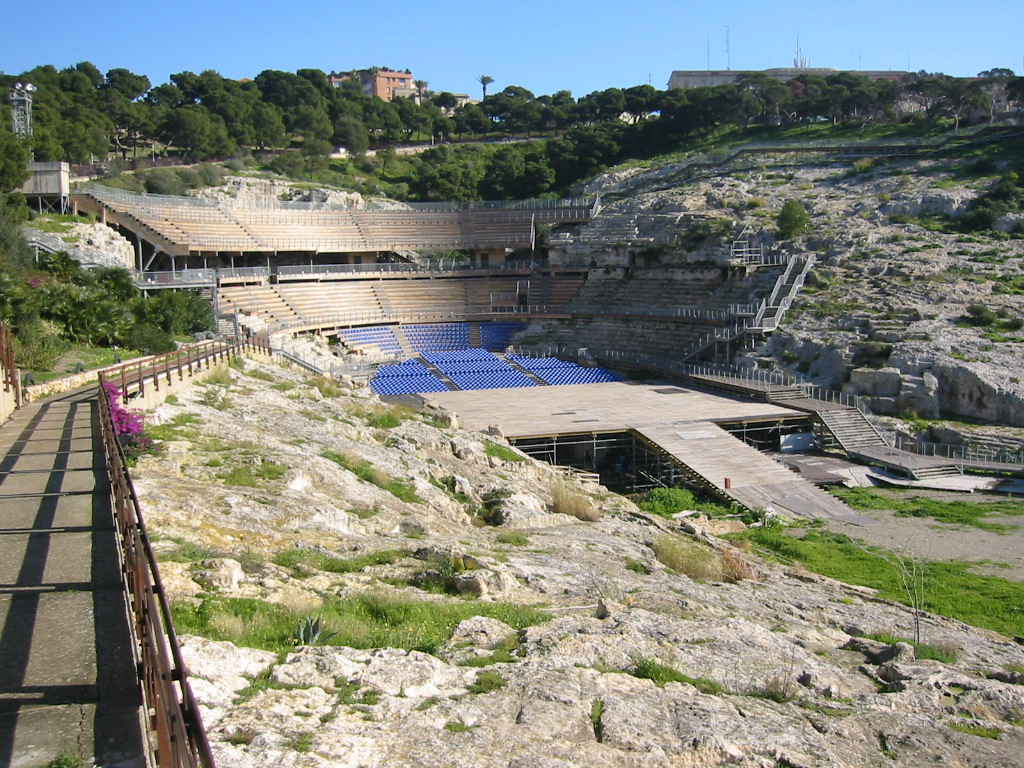
卡利亚里罗马式圆形露天剧场遗址（2003年拍摄）

### 11世纪
在11世纪圴时候，比萨共和国之前已夺取了撒丁岛东南的Sulcis地区，征服了卡拿列斯王国（Kingdom of Karalis）并重建了卡利亚里镇。比萨是意大利四个「航海共和国」之一，并在中世纪为控制地中海及其商业航线而互相开战。其余三个「航海共和国」为短命的阿马尔菲、热那亚和威尼斯。比萨和热那亚对萨丁尼亚有极大兴趣，因为对控制意大利与北非之间的商业航线方面，萨丁尼亚在战略上是一个完美的重要基地。
有一些比萨人兴建的要塞仍然围绕着现今的卡斯特利奥地区（萨丁尼亚语：Casteddu 'e susu），最著名的就是两座残留下来的白色石灰石塔楼（原本该地有三座塔楼守卫地区的三个出入口）。卡斯特利奥与马利拿（包括港口），史谭比斯及范拿诺华地区合并就构成了卡利亚里。马利拿和史谭比斯都有城墙守卫，然而只有多由农夫居住的范拿诺华地区没有城墙守卫。

### 14世纪
在14世纪阿拉贡王国在一场战役之中打败了比萨之后征服了卡利亚里并计划征服整个萨丁尼亚。当萨丁尼亚终于完全被阿拉贡征服之后，卡利亚里（当加泰罗尼亚人统治的时候称为Càller）成为了萨丁尼亚傀儡王国的行政首都，并之后受西班牙帝国统治。很多人认为西班牙统治的时期是卡利亚里和萨丁尼亚衰微的时间。亦因為多個種族勢力在好幾個世紀以來的爭奪，卡利亞里成為了一個包容不同文化的城市。

### 18世纪
在18世纪，在奥地利哈布斯堡王朝短暂的统治之后，在1720年卡利亚里和萨丁尼亚受到了萨伏依王朝的统治。成为萨丁尼亚的统治者之后，萨伏依王室获得了萨丁尼亚国王的称号。薩丁尼亞王國合并了萨伏依、尼斯（现在为法国边境城市）、皮埃蒙特及利古里亚。虽然名字称为萨丁尼亚王国，但其首都却在意大利本土的都灵，是萨伏依王室的发祥地。王国的议会都位于都灵，而其议员主要都是来自皮埃蒙特或其它意大利本土的贵族。18世纪末，法国大革命之后，法国尝试征服卡利亚里，因为卡利亚里在地中海上占有一个重要的战略地位。一支法国军队于波艾图海滩（Poetto beach）登陆并向卡利亚里方向推进，但被欲防御自己对抗法国革命军的萨丁尼亚军队打败。卡利亚里的人希望他们保卫卡利亚里的表现能从萨伏依王室中得到一些补偿：例如卡利亚里的贵族们请求成为王国议会里面萨丁尼亚的代表。当萨伏依王室拒绝对萨丁尼亚人作出任何补偿时，卡利亚里的居民反对萨伏依王室并逐出所有王国代表及由皮埃蒙特来的人。现时卡利亚里每年4月的最后一个周末都会庆祝这次暴动，称为「Die de sa Sardigna」（萨丁尼亚日）。但是当时萨丁尼亚短时间自治之后，很快就被萨伏依王室重新控制。

### 现代历史
由1870年开始，意大利统一運動完成之后，卡利亚里经历了一个世纪的快速发展。在18世纪末市长鄂图尼·巴卡域达在任的时期，很多杰出的建筑物建成。这些建筑物有很多包含了新艺术运动的影响，混合了传统的萨丁尼亚花卉装饰的风格：例如邻近港口白色大理石建成的市政厅。市长鄂图尼·巴卡域达亦于20世纪初暴力镇压了一场工人暴动而闻名。
在二次大战时，卡利亚里在1943年2月受到盟军猛烈轰炸。为了逃避轰炸及受轰炸摧毁的卡利亚里的穷困景象，很多人离开卡利亚里往其它国家或农村，往往要与亲属及朋友共住于一些挤逼的房屋里。这次逃离也称为sfollamento（离弃）。 
当1943年9月意大利政府与盟军停战的时候，德军夺取了卡利亚里和撒丁岛，但由于需要军力稳固意大利本土的据点，所以德军很快就和平撤退。接着美军就夺取了卡利亚里。由于它在地中海的位置，卡利亚里在战时的占有非常重要的战略地位。很多接近卡利亚里的机场（艾马斯、莫沙华图、迪斯摩曼纽机场，现时为北约空军基地）的飞机可以飞到北非或意大利本土及西西里。
战后，卡利亚里的人口急剧上升，新住宅区内兴建了大量的住宅大厦，但往往消遣区则设计差劣。
現在撒丁島上有一支球隊參加意甲聯賽，就是卡利亚里足球俱乐部。

## 氣候
| Cagliari-Elmas (1961-1990) | Cagliari-Elmas (1961-1990) | Cagliari-Elmas (1961-1990) | Cagliari-Elmas (1961-1990) | Cagliari-Elmas (1961-1990) | Cagliari-Elmas (1961-1990) | Cagliari-Elmas (1961-1990) | Cagliari-Elmas (1961-1990) | Cagliari-Elmas (1961-1990) | Cagliari-Elmas (1961-1990) | Cagliari-Elmas (1961-1990) | Cagliari-Elmas (1961-1990) | Cagliari-Elmas (1961-1990) | Cagliari-Elmas (1961-1990) |
| 月份                       | 1月                        | 2月                        | 3月                        | 4月                        | 5月                        | 6月                        | 7月                        | 8月                        | 9月                        | 10月                       | 11月                       | 12月                       | 全年                       |
| -------------------------- | -------------------------- | -------------------------- | -------------------------- | -------------------------- | -------------------------- | -------------------------- | -------------------------- | -------------------------- | -------------------------- | -------------------------- | -------------------------- | -------------------------- | -------------------------- |
| 平均高温 °C（°F）          | 14.2 (57.6)                | 14.7 (58.5)                | 16.1 (61.0)                | 18.4 (65.1)                | 22.3 (72.1)                | 26.6 (79.9)                | 29.6 (85.3)                | 29.8 (85.6)                | 26.9 (80.4)                | 22.8 (73.0)                | 18.2 (64.8)                | 15.1 (59.2)                | 21.2 (70.2)                |
| 平均低温 °C（°F）          | 5.7 (42.3)                 | 6.2 (43.2)                 | 7.2 (45.0)                 | 9.1 (48.4)                 | 12.3 (54.1)                | 16.1 (61.0)                | 18.6 (65.5)                | 19.1 (66.4)                | 17.0 (62.6)                | 13.7 (56.7)                | 9.5 (49.1)                 | 6.8 (44.2)                 | 11.8 (53.2)                |
| 平均降水量 mm（）          | 45.8 (1.80)                | 57.1 (2.25)                | 44.1 (1.74)                | 37.1 (1.46)                | 23.9 (0.94)                | 9.2 (0.36)                 | 3.2 (0.13)                 | 8.5 (0.33)                 | 30.6 (1.20)                | 55.6 (2.19)                | 56.0 (2.20)                | 55.3 (2.18)                | 35.5 (1.40)                |
| 平均相對濕度（％）         | 79                         | 77                         | 75                         | 73                         | 71                         | 67                         | 65                         | 65                         | 71                         | 77                         | 79                         | 80                         | 73                         |
| 来源：MeteoAM              |                            |                            |                            |                            |                            |                            |                            |                            |                            |                            |                            |                            |                            |

## 景點
- 卡利亚里舊城，又名Castello（城堡），建於山上，向下望能欣賞卡利亚里灣（又名「天使湾」）的景色。
- 圣庞加爵塔及大象塔，兩座守衛卡利亚里的白色石灰石塔。
- 卡利亚里主教座堂，一座中世紀比萨式的教堂，於1930年重建。
- 卡利亚里罗马剧场